# Undécima Avenida (Manhattan)
La Undécima Avenida (en inglés: Eleventh Avenue) es una avenida norte-sur situada en el West Side del borough de Manhattan en Nueva York, cerca del río Hudson. La Undécima Avenida empieza en el Meatpacking District en los barrios de Greenwich Village y West Village, en Gansevoort Street, donde se cruzan la Undécima Avenida, la Décima Avenida y West Street. Es considerada parte de la West Side Highway entre la calle 22 y Gansevoort Street.
Entre las calles 59 y 107, la avenida es conocida como West End Avenue, pero tanto West End Avenue como la Undécima Avenida son consideradas parte de la misma calle.

## Descripción

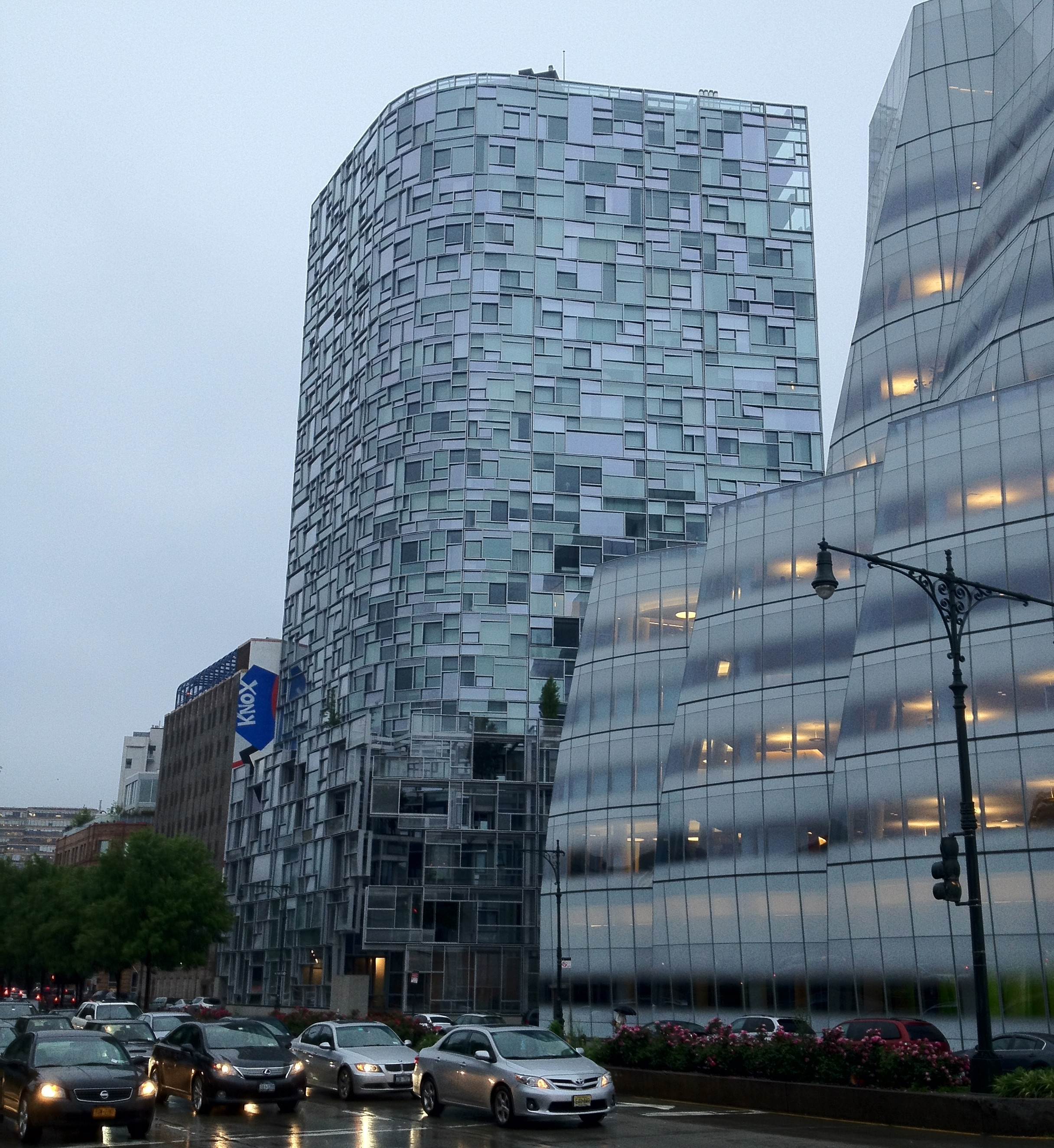
Nouvel 100 de Jean Nouvel.

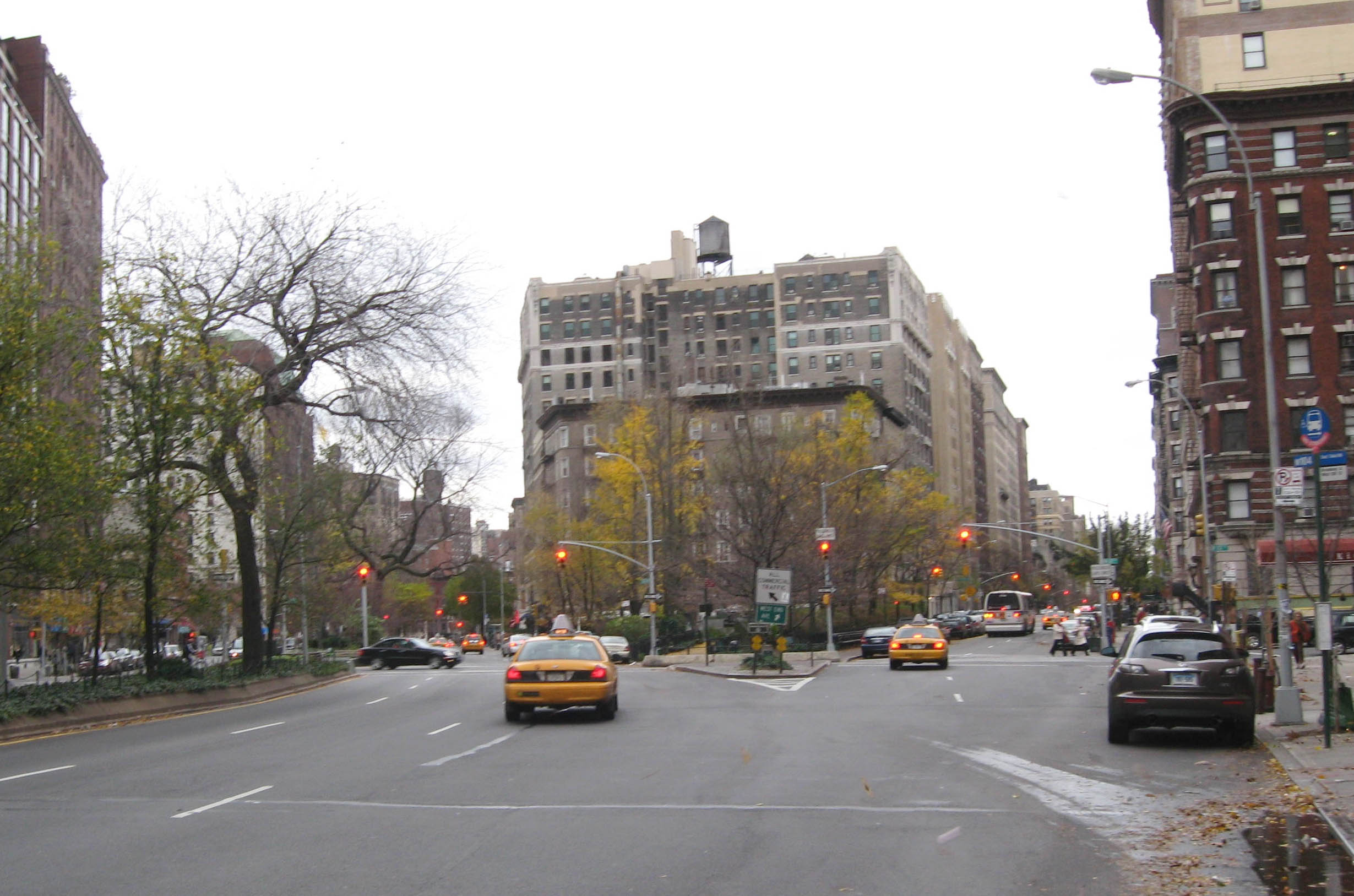
Straus Park y el extremo norte de la West End Avenue.

Entre Gansevoort Street y la calle 22, la Undécima Avenida es parte de la West Side Highway, una ancha autopista también conocida como la Duodécima Avenida. Tras su bifurcación de la West Side Highway en la calle 22, la Undécima Avenida continúa como una avenida de anchura estándar del Plan de los Comisarios de 1811.
Tras esa bifurcación, la Undécima Avenida es una calle de doble sentido para el acceso a la calle 23 y a la calle 24, que comunica con los Chelsea Piers. Al norte de la calle 24, la Undécima Avenida es una calle de sentido único hacia el sur hasta la calle 34, donde vuelve el tráfico de doble sentido para proporcionar acceso al Lincoln Tunnel. El tramo entre las calles 39 y 59 aproximadamente alberga la mayor concentración de concesionarios de automóviles de Manhattan. La Undécima Avenida vuelve a ser de sentido único hacia el sur entre las calles 40 y 57, y vuelve a ser de doble sentido al norte de la calle 57.
La sección de la avenida al norte de la calle 59 se llama West End Avenue, y tiene un carácter mixto comercial y residencial. Los 3 km septentrionales son una tranquila calle residencial del Upper West Side que termina en Straus Park y la intersección con la calle 107 y Broadway. El tráfico es de doble sentido, excepto en la última manzana, al norte de la calle 106.

## Historia
La West Side Line del New York Central Railroad discurría antiguamente a lo largo de parte de la Undécima y de la Décima Avenida, que recibieron el apodo de Death Avenue («Avenida de la Muerte») debido al gran número de fallecimientos que se producían debido a colisiones entre trenes y peatones. En 1929, la ciudad, el estado y el New York Central Railroad acordaron el West Side Improvement Project, concebido por Robert Moses, de acuerdo con el cual asignaron fondos para la construcción de un ferrocarril elevado que eliminaría los pasos a nivel y aliviaría los problemas de la Décima y la Undécima Avenida. El proyecto también incluía la construcción de la West Side Elevated Highway.
Mientras tanto, la sección de la avenida conocida como West End Avenue fue creada en la década de 1880 como una prolongación hacia el norte de la Undécima Avenida, y pretendía ser una calle comercial que sirviera a los residentes de las mansiones que se iban a construir a lo largo de Riverside Drive. Cuando la West End Avenue recibió su nombre en la década de 1880, el Upper West Side estaba escasamente poblado, y esa sección norte de la avenida fue llamada West End debido a su separación del núcleo de la ciudad. Tratando de distinguir esta nueva zona de las fábricas y viviendas al sur de la calle 59, un grupo de promotores inmobiliarios dieron nuevos nombres a las secciones al norte de las avenidas del West Side.
Algunas secciones de la West End Avenue y de la Undécima Avenida estaban en mal estado a mediados del siglo xx, cuando eran habituales en la zona los apartoteles, las prostitutas y los drogadictos. La recuperación económica de la ciudad en la década de 1980 trajo gentrificación a la zona.
La sección norte de la avenida conserva tramos de townhouses de finales del siglo xix y varias iglesias y sinagogas, pero está compuesta casi completamente por elegantes edificios de apartamentos de unas doce plantas de altura construidos en las primeras décadas del siglo xx. La casi total ausencia de comercios en esa parte de la calle la confiere un carácter tranquilo y residencial, frente al carácter ajetreado y ruidoso de la Undécima Avenida.

## Arquitectura

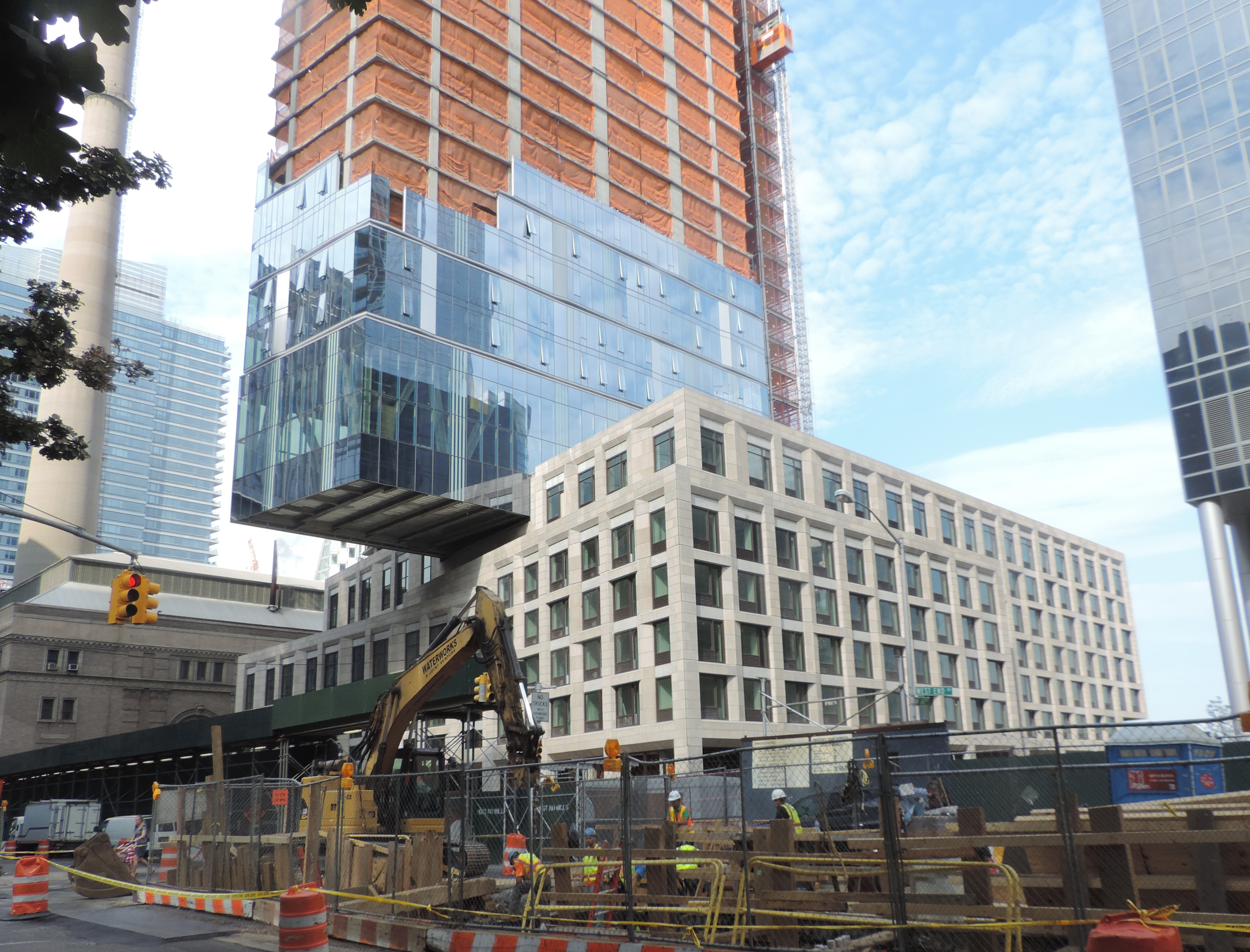
10 West End Avenue en construcción.

La arquitectura de los edificios en la Undécima Avenida y en West End Avenue difiere significativamente. La West End Avenue es notable por su fachada casi ininterrumpida de elegantes edificios de apartamentos, salpicada por breves tramos de townhouses del siglo xix y varias iglesias y sinagogas. Entre los lugares de culto de estilo historicista de interés arquitectónico se encuentran:
- Ansche Chesed, de estilo neobizantino.
- Iglesia episcopal de san Ignacio de Antioquía, de estilo neogótico inglés.
- Iglesia Colegiata del West End, de estilo colonial holandés, una variante del estilo neorrenacentista.
- Iglesia ortodoxa griega de la Anunciación.

Entre los edificios de apartamentos notables se encuentran:
- The Apthorp.[14][15][16]
- Cleburne Building, en la calle 105.[17]
- 520 West End Avenue, la antigua mansión de John B. Leech, declarado monumento de Nueva York.[18][19][20]
- Lincoln Towers, un complejo residencial de seis edificios en situado en 8.1 hectáreas de terreno entre las calles 66 y 70, construido en la década de 1960.[21]

La Undécima Avenida, por su parte, está bordeada por edificios residenciales modernos (como 100 Eleventh Avenue), junto a almacenes y concesionarios de automóviles. Entre las calles 34 y 59 hay varios concesionarios, incluidos los de Audi, BMW, Chrysler-Dodge-Jeep-Ram, Jaguar-Land Rover, Lexus, Mercedes-Benz, Mini, Volkswagen, Toyota y Volvo. Además, en este tramo se encuentran numerosas estaciones de servicio de vehículos, lavaderos de coches y oficinas de alquiler de coches.

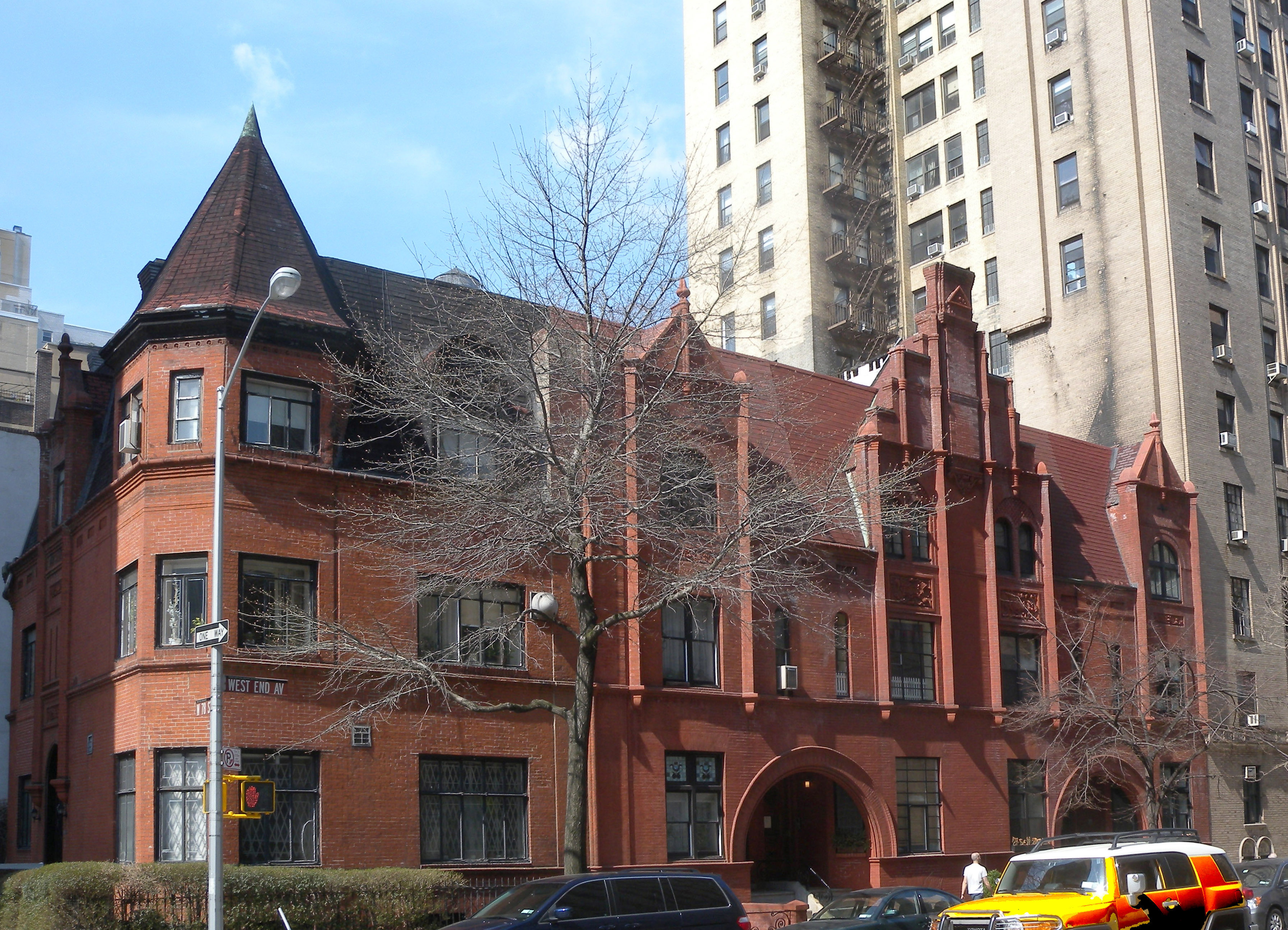
381-389 West End Avenue, extremo norte del distrito histórico Riverside-West End.

Esta zona ha servido el comercio de medios de transporte desde hace más de un siglo. La mayor parte de los establos de los caballos de los carruajes de Nueva York se encuentran en sus calles laterales, aunque muchas almacenan actualmente taxis y bicitaxis en su lugar. Como consecuencia, no es raro oír el clip clop de los caballos en sus alrededores. Los caballos de los carruajes viven en establos históricos construidos en el siglo xix, pero que actualmente constan de lo último en el diseño de establos, como ventiladores, sistemas de nebulización y aspersores de última generación. Como siempre han hecho los caballos en zonas urbanas densamente pobladas, los caballos de los carruajes viven arriba en sus establos mientras los carruajes están aparcados en la planta baja.

### Distritos históricos
Hay un distrito histórico en la Undécima Avenida, el distrito histórico de West Chelsea, designado en 2008.
Dos segmentos de la West End Avenue se encuentran dentro de sendos distritos históricos: ambos lados de la avenida entre las calles 87 y 94 forman parte del distrito histórico Riverside-West End, y el lado oeste de la avenida desde la calle 75 hasta la mitad de la manzana entre las calles 78 y 79, y el lado este entre las calles 76 y 77 están contenidos en el distrito histórico West End-Collegiate. La preocupación por las solicitudes de demolición de tres casas adosadas y un edificio histórico de apartamentos de seis plantas situado en la esquina suroeste de la West End Avenue con la calle 86 provocó un esfuerzo de base para conseguir la designación como distrito histórico de todo el tramo al norte de las Lincoln Towers entre las calles 70 y 107. El 18 de marzo de 2009, la West End Avenue Preservation Society presentó formalmente una petición de evaluación al presidente de la Comisión para la Preservación de Monumentos Históricos de Nueva York junto con un estudio de doscientas sesenta páginas preparado por Andrew Dolkart.

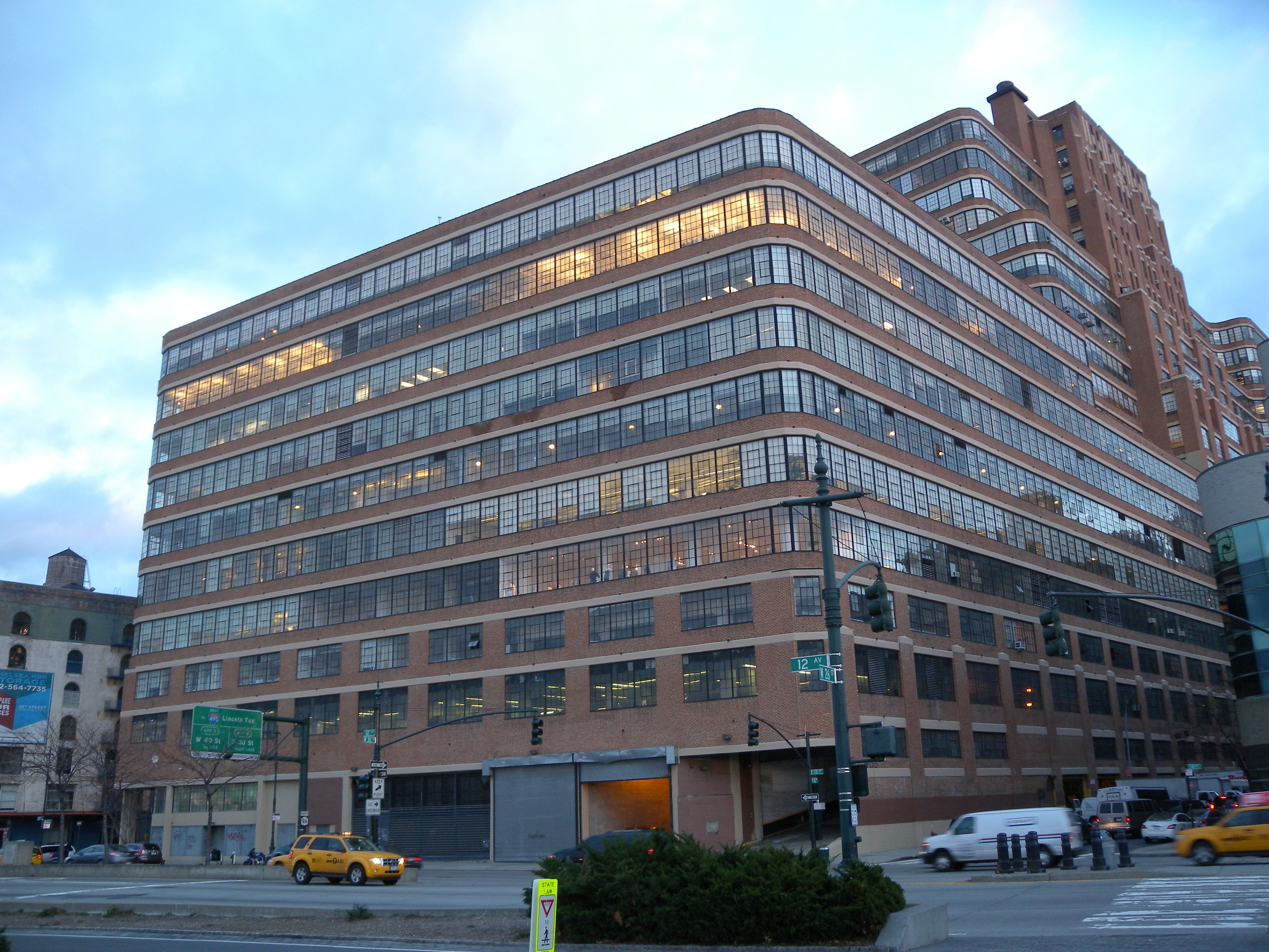
El Starrett-Lehigh Building.

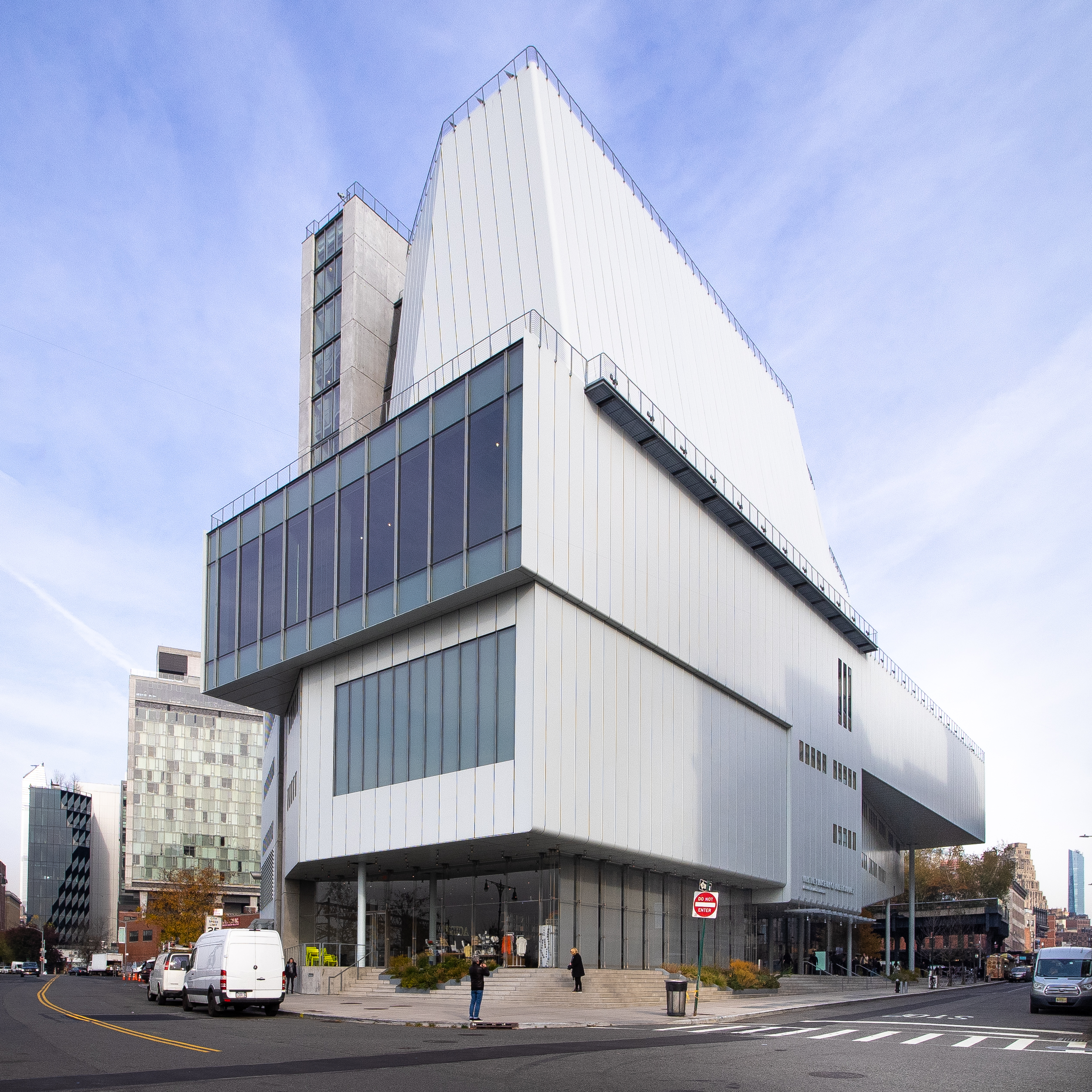
El Museo Whitney de Arte Estadounidense en Gansevoort Street y la Undécima Avenida.

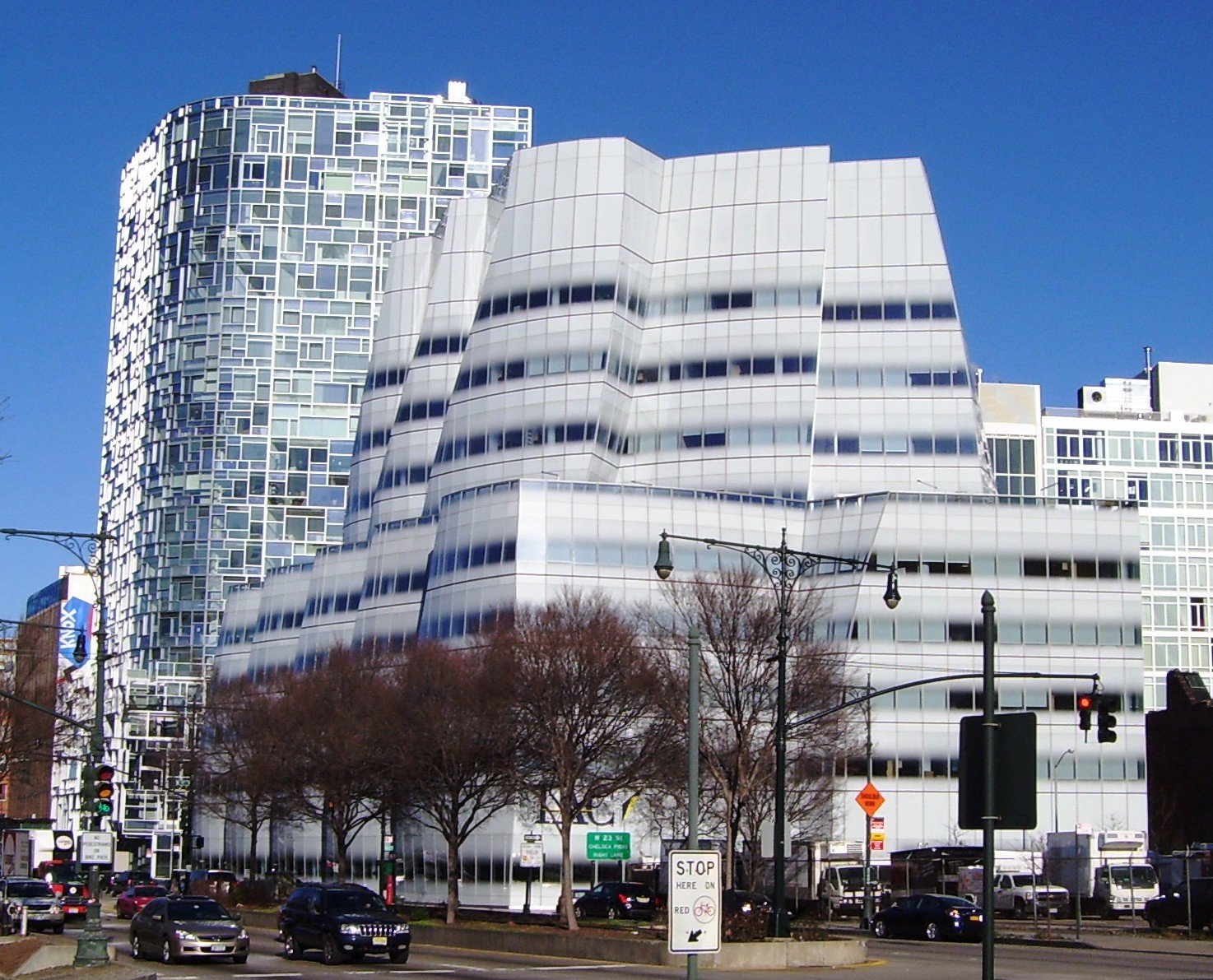
El IAC Building junto a 100 Eleventh Avenue de Jean Nouvel (detrás y a la izquierda) en 2010.

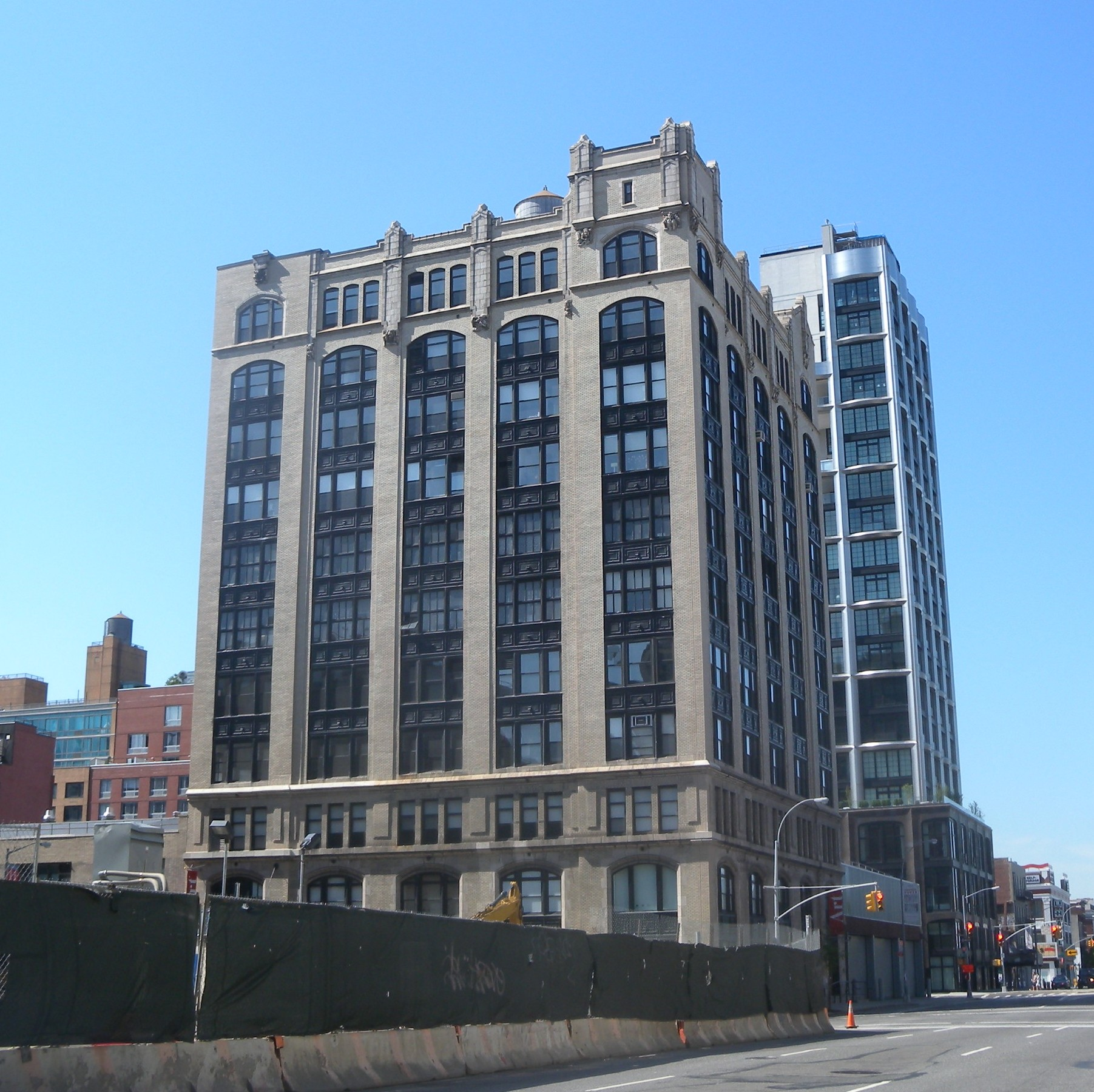
La Undécima Avenida, mirando hacia el sur desde la calle 26.

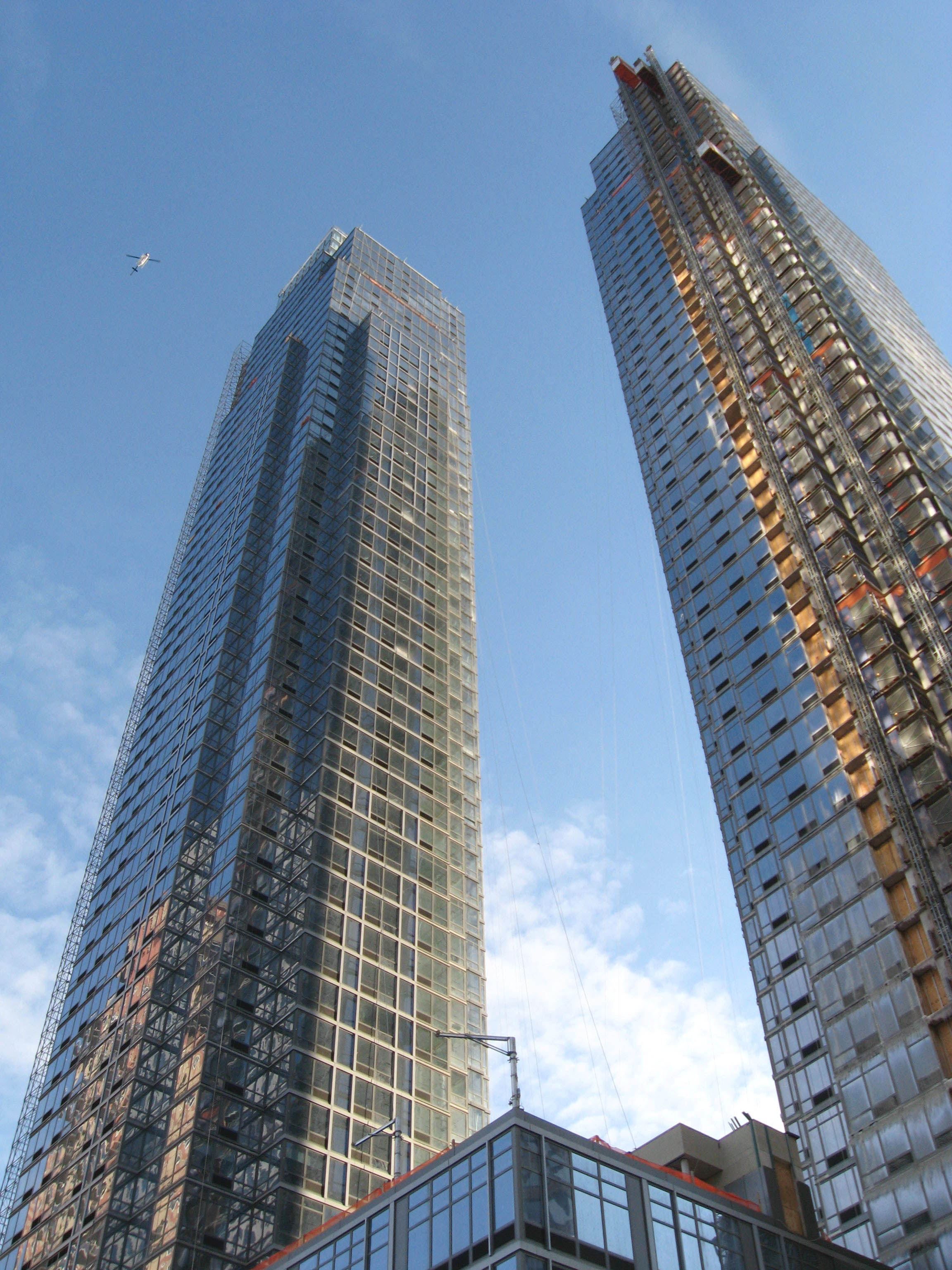
Las Silver Towers.

### Puntos de interés
Entre los puntos de interés situados en la Undécima Avenida o a menos de una manzana de distancia se encuentran:
- 3 Hudson Boulevard (en las calles 34 y 35).
- 15 Hudson Yards y el adjunto The Shed (en la calle 30).
- 35 Hudson Yards (en la calle 33).
- 55 Hudson Yards (entre las calles 33 y 34).
- 100 Eleventh Avenue, diseñado por Jean Nouvel.
- 200 Eleventh Avenue, en la esquina con la calle 24, diseñado por Annabelle Selldorf, que contiene apartamentos con un sky garage, que permite que los automóviles se aparquen justo fuera del apartamento.
- Chelsea Market (entre la Novena y la Décima Avenida y las calles 15 y 16, una manzana al este de la Undécima Avenida).
- Chelsea Piers (entre las calles 18 y 23, a lo largo del segmento de West Side Highway de la Undécima Avenida).
- Comedy Central:
  - Antiguos estudios de The Colbert Report (en la calle 54).
  - Estudios de The Daily Show (en la calle 51).
- Antigua ubicación del cabaret Copacabana (en la calle 34). Actualmente el cabaret se encuentra en la calle 47, en Midtown Manhattan. La antigua parcela del cabaret está ocupada por la entrada de la estación de metro  Calle 34–Hudson Yards.
- DeWitt Clinton Park (entre las calles 52 y 54).
- La High Line (aproximadamente paralela a la Undécima Avenida entre Gansevoort Street y la calle 34).
- El Hudson River Park (paralelo al segmento de la West Side Highway de la Undécima Avenida entre las calles 11 y 12; también gestiona el Chelsea Waterside Park en el lado oeste de la Undécima Avenida, entre las calles 22 y 24).
- IAC Building (en la calle 19).
- El Javits Center (entre las calles 34 y 39).
- El depósito de autobuses Michael J. Quill de la MTA (en la calle 41).
- Pier 57 (en la calle 15).
- Silver Towers (en las calles 41 y 42).
- Starrett-Lehigh Building (en las calles 26 y 27).
- El Museo Whitney de Arte Estadounidense (en Gansevoort Street).

Entre los puntos de interés en West End Avenue o a menos de una manzana de distancia se encuentran:
- La Abraham Joshua Heschel School (en la calle 60).
- Calhoun School (entre las calles 80 y 81).
- Collegiate School (entre las calles 77 y 78).
- Lincoln Towers (entre las calles 66 y 70, todos los edificios tienen direcciones en la West End Avenue).
- Pomander Walk (entre las calles 95 y 96).
- Riverside Park (una manzana al oeste de West End Avenue, al norte de la calle 72).
- Straus Park (entre las calles 106 y 107).

## Transporte
Desde septiembre de 2015, la Undécima Avenida está servida por los trenes 7 y <7> del Metro de Nueva York en la estación Calle 34–Hudson Yards situada bajo la avenida, construida como parte de la extensión de la Línea 7.
La ruta M12 del autobús de Nueva York ha servido la avenida desde septiembre de 2014; el proyecto de esta ruta de autobús fue formulado a principios de 2014.

## Residentes notables
Entre los residentes notables actuales y antiguos se encuentran:
- Judy Collins (1939), cantante y compositora de folk, reside en el 845 de la West End Avenue.
- Domenico Dolce es un conocido residente del 200 Eleventh Avenue.[33]
- Tina Fey (1970), integrante de Saturday Night Live y creadora de la comedia de situación 30 Rock de la NBC, vive en la West End Avenue, cerca de la calle 80.[34]
- Joseph Heller (1923–1990) escribió Trampa 22 mientras vivía en el 390 de la West End Avenue.[10]
- Elena Kagan (1960), jueza asociada del Tribunal Supremo de los Estados Unidos, creció en West End Avenue y la calle 75.[35]
- Nicole Kidman y Keith Urban viven en el 200 Eleventh Avenue.[33]
- Jesse L. Lasky (1880–1958), productor de teatro y burlesque, vivió en el 601 de la West End Avenue.[36]
- Madeleine L'Engle (1918–2007), escritora, escribió Una arruga en el tiempo y sus secuelas mientras vivía en el Cleburne Building en el 924 de la West End Avenue.[37]
- El economista Ludwig von Mises (1881–1973) vivió en el 777 de la West End Avenue.[38]
- Anna Netrebko (1971), soprano de ópera, tiene un apartamento en la planta 32 del 10 de West End Avenue.[39]
- Estelle Parsons vivió en el Cleburne Building.[40]
- Serguéi Rajmáninov (1873–1943) vivió en el 505 de West End Avenue.[41]
- La mansión rural de Isidor Straus e Ida Straus se encontraba entre el West End y Broadway en la calle 105, donde actualmente se encuentra el Cleburne Building.[42]
- L'Wren Scott (1964-2014) vivió en el 200 Eleventh Avenue hasta su muerte.[43]
- El novelista Herman Wouk vivió en el 845 de West End Avenue durante sus años de universidad.[44]

## En la cultura popular
- The Prince of West End Avenue, una novela de Alan Isler, está basada en la West End Avenue.
- The Mirror Has Two Faces, una película protagonizada y dirigida por Barbra Streisand, está ambientada en un apartamento en el 505 de West End Avenue.
- Way Out West (on West End Avenue), una canción de Richard Rodgers y Lorenz Hart presentada en el musical de 1937 Babes in Arms, está ambientada en la West End Avenue.
- El IAC Building, situado en la Undécima Avenida, aparece en la película The Other Guys, así como en Wall Street 2: el dinero nunca duerme.
- En la primera escena de la película Hitch, Will Smith sale de un edificio de apartamentos en el 865 de West End Avenue.
- En la canción de 2007 de Suzanne Vega Zephyr and I se menciona la West End Avenue.